# Upton (Québec)
Upton è un comune del Canada, situato nella provincia del Québec, nella regione di Montérégie.